# Powierzchnia ciała
Powierzchnia ciała – całość powierzchni zewnętrznej ciała pokryta skórą.
Wielkość pola powierzchni ciała człowieka jest istotna przy ustalaniu dawki niektórych leków zwłaszcza np. w onkologii oraz oceny uszkodzeń w przypadku oparzeń.
Na podstawie danych empirycznych utworzono co najmniej kilka wzorów wiążących wielkość powierzchni ciała z wagą i wzrostem. W praktyce często stosuje się nomogramy.
Przyjmując następujące oznaczenia:
- S – powierzchnia ciała w m²,
- L – wzrost w cm,
- M – masa ciała w kg,

można oszacować wielkość powierzchni ciała na podstawie któregoś ze wzorów:
{\displaystyle \mathrm {S} =0{,}01666667\times \mathrm {L} ^{0{,}5}\times \mathrm {M} ^{0{,}5}} (wzór Mostellera)
{\displaystyle \mathrm {S} =0{,}0235\times \mathrm {L} ^{0{,}42246}\times \mathrm {M} ^{0{,}51456}} (wzór Gehana i George’a)
{\displaystyle \mathrm {S} ={\begin{cases}0{,}02667\times \mathrm {L} ^{0{,}42246}\times \mathrm {M} ^{0{,}51456}&{\text{dla dzieci do 5. roku życia}}\\0{,}03050\times \mathrm {L} ^{0{,}35129}\times \mathrm {M} ^{0{,}54375}&{\text{dla dzieci i młodzieży 5–19 rż.}}\\0{,}01545\times \mathrm {L} ^{0{,}54468}\times \mathrm {M} ^{0{,}46336}&{\text{dla dorosłych od 20. rż.}}\end{cases}}} (wzór Gehana i George’a)
{\displaystyle \mathrm {S} =0{,}024265\times \mathrm {L} ^{0{,}3964}\times \mathrm {M} ^{0{,}5378}} (wzór Haycocka)
{\displaystyle \mathrm {S} =0{,}007184\times \mathrm {L} ^{0{,}725}\times \mathrm {M} ^{0{,}425}} (wzór Dubois’ów)
{\displaystyle \mathrm {S} =0{,}0332965\times \mathrm {L} ^{0{,}3}\times \mathrm {M} ^{0{,}6157-0{,}00816474\;\ln \;{\mathrm {M} }}} (według wzoru Boyda)
{\displaystyle \mathrm {S} ={\begin{cases}0{,}000975482\times \mathrm {L} ^{1{,}08}\times \mathrm {M} ^{0{,}46}&\mathrm {dla\;kobiet} \\0{,}000579479\times \mathrm {L} ^{1{,}24}\times \mathrm {M} ^{0{,}38}&\mathrm {dla\;me\!\!{,}\,{\dot {z}}czyzn} \end{cases}}} (wzór Schlicha)
{\displaystyle \mathrm {S} =0{,}008883\times \mathrm {L} ^{0{,}663}\times \mathrm {M} ^{0{,}444}} (wzór Fujimoty)
{\displaystyle \mathrm {S} =0{,}007241\times \mathrm {L} ^{0{,}725}\times \mathrm {M} ^{0{,}425}} (wzór Takahiry)
{\displaystyle \mathrm {S} ={\begin{cases}0{,}1173\times \mathrm {M} ^{0{,}6466}&\mathrm {dla\;M} \geqslant 10\mathrm {\;kg} \\0{,}1037\times \mathrm {M} ^{0{,}6724}&\mathrm {dla\;M} <10\mathrm {\;kg} \end{cases}}} (wzór Livingstona i Lee)
{\displaystyle \mathrm {S} =0{,}00949\times \mathrm {L} ^{0{,}655}\times \mathrm {M} ^{0{,}441}} (wzór Shutera i Aslaniego)
{\displaystyle \mathrm {S} =0{,}00878108\times \mathrm {L} ^{0{,}67844}\times \mathrm {M} ^{0{,}434972}} (wzór Lipscombe’a)
Wzór Haycocka jest szczególnie chętnie stosowany do szacowania wielkości powierzchni ciała u dzieci.
Oryginalny wzór Boyda S = 0,0003207 × L0,3 × (M × 1000)0,7285 – 0,0188 log (M × 1000), wzór Mostellera (oryginalnie {\displaystyle \mathrm {S} ={\sqrt {\tfrac {\mathrm {L} \times \mathrm {M} }{3600}}}}) i Schlicha zostały w powyższym zestawieniu nieznacznie przekształcone dla zapewnienia łatwiejszej porównywalności między poszczególnymi wzorami.

## Wartości przeciętne
- Przeciętnie powierzchnia ciała wynosi 1,7 m²
- U mężczyzn przeciętna wartość to: 1,9 m²
- U kobiet: 1,6 m²
- Przeciętna wartość u 9-letnich dzieci: 1,07 m²
- U 10-letnich: 1,14 m²
- U dzieci w wieku 12–13 lat: 1,33 m²

## Literatura
- R.D. Mosteller, Simplified calculation of body-surface area, „The New England Journal of Medicine”, 317 (17), 1987, s. 1098, DOI: 10.1056/NEJM198710223171717, PMID: 3657876.
- Haycock G.B., Schwartz G.J., Wisotsky D.H., Geometric method for measuring body surface area: A height-weight formula validated in infants, children and adults, „J Pediatr” 1978;93:62–66.
- Du Bois, Du Bois, „Arch Intern Med” 1916;17:863.
- Gehan E.A., George S.L., „Cancer Chemother Rep” 1970; 54:225–235.
- Fujimoto S., Watanabe T., Sakamoto A., Yukawa K., Morimoto K., Studies on the physical surface area of Japanese. 18. Calculation formulae in three stages over all ages, Nippon Eiseigaku Zasshi 1968;5:443–450.
- Schlich E., Schumm M., Schlich M.: 3-D-Body-Scan als anthropometrisches Verfahren zur Bestimmung der spezifischen Körperoberfläche. Ernährungs Umschau 2010;57:178–183.
- Livingston E.H., Lee S.: Body surface area predction in normal-weight and obese patients, „American Journal of Physiology” 2001; E586–E591.
- Shuter B., Aslani A., Body surface area: Du bois and Du bois revisited, „European Journal of Applied Physiology” 2000; 82 (3):250–254.
- Lipscombe Trevor, Body Surface Area Formula by Use of Geometric Means, „Medicina Internacia Revuo”, tom 29, nr 114,‎ 2020: 11–18